# Aspidosiphonidae
Aspidosiphonidae es una familia de gusanos maní o gusanos cacahuete. Se trata de la única familia en el orden Aspidosiphoniformes, el cual pertenece a  la clase de Phascolosomatidea.

## Descripción
La familia Aspidosiphonidae se caracteriza por presentar un disco oral con tentáculos cortos organizado en una corona alrededor del órgano nucal. Presentan un canal celómico, los sacos celomicos están ausentes de la pared del cuerpo. Los músculos longitudinales pueden ser continuos o estratificados. El tronco en su parte anterior y terminal presentan zonas chitinizadas formando escudos el del extremo posterior modificado para formar escudo de caudal. Presentan dos nefridios.

## Especies

### Aspidosiphon
- Aspidosiphon albus Murina, 1967[6][4][5]
- Aspidosiphon coyi de Quatrefages, 1865[4][5]
- Aspidosiphon elegans (Chamisso and Eysenhardt, 1821)[4][5]
- Aspidosiphon exiguus Edmonds 1974[4][5]
- Aspidosiphon fischeri Broeke, A. ten, 1925[4][5]
- Aspidosiphon gosnoldi Cutler, E., 1981[4][5]
- Aspidosiphon gracilis (Baird, 1868)[4][5]
- Aspidosiphon laevis de Quatrefages, 1865[4][5]
- Aspidosiphon mexicanus Murina, 1967[4][5]
- Aspidosiphon misakiensis Ikeda 1904[4][5]
- Aspidosiphon muelleri Diesing 1851[4][5]
- Aspidosiphon parvulus Gerould, 1913[6][4][5]
- Aspidosiphon planoscutatus Murina, 1968[4][5]
- Aspidosiphon spiralis Sluiter, 1902[6][4][5]
- Aspidosiphon steenstrupii Diesing, 1859[4][5]
- Aspidosiphon tenuis Sluiter, 1886[4][5]
- Aspidosiphon thomassini Cutler and Cutler, 1979[4][5]
- Aspidosiphon venabulum Selenka & Bulow, 1883[4][5]
- Aspidosiphon zinni Cutler, 1969[6][4][5]

### Cloeosiphon
- Cloeosiphon aspergillus (de Quatrefages, 1865)[4][5]

### Lithacrosiphon
- Lithacrosiphon cristatus (Sluiter, 1902)[4][5]
- Lithacrosiphon maldivensis Shipley 1902[4][5]